# راهه
راهه (به لاتین: Raahe) یک شهرک در فنلاند است که در اوستروبوتنیای شمالی واقع شده‌است. این شهرک در سال ۲۰۱۷ میلادی ۲۵٬۰۶۸ نفر جمعیت داشته‌است.

## خواهرخوانده
شهرهای کوشیتسه و بخش شلفتیو خواهرخوانده‌های راهه هستند.